# Schausiella vellosoi
Schausiella vellosoi är en fjärilsart som beskrevs av Lauro Travassos 1958. Schausiella vellosoi ingår i släktet Schausiella och familjen påfågelsspinnare. Inga underarter finns listade.